# Респопень
Респопень (рум. Răspopeni) — село у Шолданештському районі Молдови. Утворює окрему комуну.

## Населення
За даними перепису населення 2004 року у селі проживали 2775 осіб.
Національний склад населення села:
| Національність       | Кількість осіб | Відсоток   |
| -------------------- | -------------- | ---------- |
| молдавани румуни     | 2648 46        | 95,4% 1,7% |
| цигани               | 57             | 2,1%       |
| росіяни              | 11             | 0,4%       |
| українці             | 10             | 0,4%       |
| гагаузи              | 2              | 0,1%       |
| інша / без відповіді | 1              | < 0,1%     |
| Всього               | 2775           | 100%       |

## Відомі люди
- Чепрага Надія Олексіївна — молдовська радянська співачка.